# برايان جونسون (سياسي)
برايان جونسون (بالإنجليزية: Brian Johnson)‏ هو سياسي أمريكي، ولد في 27 يونيو 1961. حزبياً، نشط في الحزب الجمهوري. وقد انتخب عضو مجلس نواب مينيسوتا (8 يناير 2013 – ).

## وصلات خارجية
- الموقع الرسمي